# Мадагаскарска страничношийна костенурка
Мадагаскарските страничношийни костенурки (Erymnochelys madagascariensis), наричани също мадагаскарски щитокраки костенурки и мадагаскарски едроглави костенурки, са вид влечуги от семейство Мадагаскарско-американски страничношийни костенурки (Podocnemididae), единствен представител на род Erymnochelys.
Срещат се в постоянни застояли и бавнотечащи водоеми в низините в западната част на Мадагаскар. Видът е критично застрашен от изчезване и е смятан за един видовете костенурки в най-висок риск.